# 마루하시 유스케
마루하시 유스케(일본어: 丸橋 祐介, 1990년 9월 2일 ~ )는 일본의 축구 선수이다.

## 구단 경력
그는 2009년부터 2024년까지 J리그의 세레소 오사카, 사간 도스에서 활동하였다.